# شكرية (اسم)
شكرية هو اسم علم مؤنث من أصل عربي، ومعناه هو منسوب إلى الحسن، وهوالجمال.

## شخصيات تحمل الاسم
- شكرية أتاف (ممثلة تركية، 4 يوليو 1917 – 8 أكتوبر 2000)
- شكرية أصيل (القرن 20 – )
- شكرية باركزاي (سياسية أفغانية، 1972 – )
- شكرية سلطان (أميرة عثمانية ابنة الشاهزاده يوسف عز الدين، 24 فبراير 1906 – 1 أبريل 1972)

## وصلات خارجية
- موسوعة السلطان قابوس لأسماء العرب نسخة محفوظة 5 أبريل 2019 على موقع واي باك مشين.